# Novella d'Andréa
Novella de Andréa (Bolonia, 1312-Bolonia, 1333 o después, en 1346 o 1366) fue una jurista italiana del siglo XIV de la Universidad de Bolonia.

## Biografía
Hija de Giovanni de Andréa, profesor emérito de Derecho canónico, efectuó, en sustitución de su padre enfermo, lecturas jurídicas destacadas. Según la poetisa Christine de Pizan, en su obra El libro de la ciudad de las Damas, tuvo que enseñar a sus alumnos, escondida detrás de una cortina, con el fin de no «distraerlos por su belleza». Se habría casado, según algunas fuentes con el jurista Giovanni Calderinus o el profesor de derecho Giovanni Di Legnano. Otras fuentes señalan que probablemente se casó con el jurista Filippo Formaglini en 1326. Murió bastante joven. Su padre habría dado a sus decretales del papa Gregorio IX el nombre de Novella en su memoria.
Su hermana, Bettina de Andréa, enseñó también, hasta su muerte en 1335, Derecho y Filosofía en la Universidad de Padua, donde su marido, Giovanni Da Sangiorgio, trabajaba también.